# بارك كيون ها
بارك كيون ها (11 يوليو 1990 بكوريا الجنوبية - ) هو لاعب كرة قدم كوري جنوبي في مركز الدفاع. لعب مع أفيسبا فوكوكا.

## روابط خارجية
- بارك كيون ها على موقع رابطة كرة القدم اليابانية للمحترفين (اليابانية)
- بارك كيون ها على موقع دوري كوريا الجنوبية (الإنجليزية)
- بارك كيون ها على موقع قاعدة بيانات كرة القدم.إي يو (الإنجليزية)
- بارك كيون ها على موقع Soccerway.com (الإنجليزية)